# Thinophilus virgatus
Thinophilus virgatus är en tvåvingeart som beskrevs av Charles Howard Curran 1926. Thinophilus virgatus ingår i släktet Thinophilus och familjen styltflugor. Inga underarter finns listade i Catalogue of Life.